# Hans-Jürgen Burkard
Hans-Jürgen Burkard est un photographe et photojournaliste allemand, né en 1952 à Lahnstein
Il a été récompensé à trois reprises aux World Press Photo Awards et a reçu le prix Erich-Salomon en 2021.

## Biographie
Hans-Jürgen Burkard, est né en 1952 à Lahnstein en Rhénanie-Palatinat.
De 1975 à 1981 il étudie la photographie et la communication visuelle à l’université des sciences appliquées et des arts de Dortmund.
Au cours de ses études, il voyage au Canada et en Alaska, où il a travaillé comme bûcheron. Il travaille alors qu’il est encore étudiant comme pigiste pour les magazines Stern et Geo.
De 1979 à 1989, il travaille pour le magazine Geo.
Après la chute du mur de Berlin, Hans-Jürgen Burkard est l’un des premiers photographes occidentaux accrédité dans les pays de l’ex-Union soviétique pour le magazine Stern dont il co-dirige avec Katja Gloger le bureau à Moscou. Il couvre les coups d’État d’août 1991 en URSS et de 1992 en Géorgie.
Hans-Jürgen Burkard qui boîte depuis qu’il est tombé d’un char à Grozny au cours de la seconde guerre de Tchétchénie, a aussi photographié les plantations de bananes du Costa Rica, polluées par les pesticides, les  dortoirs des enfants des rues de Moscou, les bidonvilles du Brésil, et la famine au Soudan du Sud. Il collabore aussi avec Médecins sans frontières.
Il est récompensé à trois reprises aux World Press Photo Awards pour ses reportages,, et a été en 1994, le premier photographe allemand à remporter le prix de journalisme du Centre international de la photographie de New York,.
Il rentre à Hambourg en Allemagne en 2017 où il vit et travaille.
En 2021, Hans-Jürgen Burkard a reçu de la Société allemande de photographie, le prix Erich-Salomon, qui couronne l’ensemble de sa carrière.

## Publications
Liste non exhaustive
- (en) Hans-Jürgen Burkard, Behind the Scenes - Russia in Transformation, 1994, The Center
- (de) Hans-Jürgen Burkard, Katja Gloger, Jenseits von Kreml und Rotem Platz: Bilder aus Russland, Schirmer Mosel Verlag, 1995
- (de) Hans-Jürgen Burkard, Katja Gloger, Bilder aus schamlosen Zeiten ; Rußland 1989 - 1996, Gruner + Jahr, 1996
- (de) Hans-Jurgen Burkard, Stern portfolio Nr 3, Teneues Gb, coll. « Stern fotografie », 2010, 94 p. (ISBN 9783570122952)
- (de) Reiner Jung, Thomas Roessler, Unterwegs im Auftrag des Stern. Arbeiten des Fotojournalisten Hans-Jürgen Burkard, Historischen Museum Saar, 2016, 48 p. (ISBN 978-3-9818501-0-9)

- (de) Hans-Jürgen Burkard, Peter-Matthias Gaede, Silke Mülle, An Tagen wie Diesen, Edition Lammerhuber, 2020, 224 p. (ISBN 978-3903101395)[8],[9]

## Expositions
Liste non exhaustive
- 2016 : Unterwegs im Auftrag des Stern. Arbeiten des Fotojournalisten Hans-Jürgen Burkard, Historischen Museum Saar, Sarrebruck [10]
- 2019 : In Unserem Land, Fotografien von Hans-Jürgen Burkard, Maison de l’Histoire de la République fédérale d’Allemagne, Bonn[11]

## Court métrage
- The Children of Leningradsky (en), images de Hans-Jürgen Burkard, réalisé par Andrzej Celinski, Hanna Polak, Pologne, 2005, 35 min[12].

## Prix et distinctions
- 1991 : World Press Photo Awards General News, Stories, 3e prix[4]
- 1992 : World Press Photo Awards, General News, Stories, mention honorable[5]
- 1994 : World Press Photo Awards, Arts and Entertainment, Stories, 3e prix pour The Children Of The Perestroika[6]
- 1994 : Infinity Award du photojournalisme[7]
- 2012 : Membre de la Société allemande de photographie[1]
- 2021 : prix Erich-Salomon pour l’ensemble de sa carrière[1]